# Rescue Me (US-amerikanische Fernsehserie)
Rescue Me ist eine US-amerikanische Fernsehserie, die von 2004 bis 2011 produziert und ausgestrahlt wurde.

## Handlung
Die Hauptcharaktere sind Feuerwehrleute des New York City Fire Department. Die Serie, die sich mit viel schwarzem Humor zwischen Drama und Comedy bewegt, fokussiert in erster Linie auf deren Privatleben, Sexualleben und oft wenig sympathische Charakterzüge wie Chauvinismus, Homophobie und so weiter. Obwohl ihre persönlichen und auch psychischen Probleme teilweise durch die Anschläge vom 11. September 2001 und weitere Schicksalsschläge bedingt sind, handelt es sich um klassische Antihelden.
Hauptcharakter ist der Feuerwehrmann Tommy Gavin (Denis Leary). Neben familiären Problemen kämpft er mit Alkoholismus, Medikamentensucht und Halluzinationen – insbesondere führt er oft lange Gespräche mit seinem Cousin, der am 11. September 2001 ums Leben kam. Im Laufe der Serie überwirft er sich zudem mehr und mehr mit seiner Familie.

### Staffel 1
Neben den Nachwirkungen des 11. Septembers sind vor allem Tommy Gavins familiäre und Alkohol-Probleme Gegenstand der Serie. Auch wird er immer wieder von den Geistern von Brandopfern und toten Feuerwehrkollegen und vor allem regelmäßig von seinem Cousin Jimmy heimgesucht, der auch als Feuerwehrmann am „9/11“ ums Leben kam. Seine Frau Janet lebt mit den gemeinsamen Kindern getrennt von ihm und plant, in einen anderen Bundesstaat zu ziehen, was er vergeblich zu verhindern sucht. Weiter beginnt er ein Verhältnis mit Sheila, der Witwe seines am 11. September 2001 getöteten Cousins Jimmy, was bei ihm Schuldgefühle und bedrohliche Halluzinationen auslöst.
Der Kommandant der Wache, Chief Jerry Reilly, schlägt in einer Bar einen homosexuellen, ehemaligen Feuerwehrmann zusammen und muss mit dienstlichen Konsequenzen rechnen. Er selbst hat aber pikanterweise einen homosexuellen Sohn, der Feuerwehrmann in Boston ist. Franco Rivera erfährt, dass er eine Tochter mit einer Ex-Freundin hat; nach dem Tod der Mutter nimmt er das Kind zu sich.
Im Laufe der Serie kommt Billy Warren bei einem Einsatz ums Leben und wird durch Laura Miles ersetzt. Die Feuerwehrleute möchten keine Frau auf ihrer Wache haben und machen ihr das Leben schwer. Aber sie kommt trotzdem einigermaßen zurecht; mit der Zeit wird sie mehr anerkannt.
Tommy Gavins psychischer Zustand verschlechtert sich zusehends. Bei einem Einsatz macht er einen Fehler, wodurch Franco verletzt wird. Tommy lässt sich daraufhin zu einer anderen Wache versetzen.

### Staffel 2
Tommy arbeitet auf einer Wache auf Staten Island, deren Alltag als langweilig und ereignislos geschildert wird. Auf seiner alten Wache wird er durch Sully ersetzt. Dieser ist zunächst ein vorbildlicher Feuerwehrmann und beliebter Kollege; als jedoch zufällig herauskommt, dass er eine Vorliebe für Transvestitismus hat, wird er von den Kollegen gemobbt und verlässt die Wache, woraufhin Tommy zurückkehrt.
Tommy und sein Bruder Johnny Gavin, der bei der Polizei arbeitet, finden heraus, dass sie einen unehelichen Bruder haben, der Priester ist. Im Lauf der Staffel decken Tommy und Johnny gemeinsam mit ihrem Cousin Miki, einem ehemaligen Priester auf, dass ihr Halb-Bruder pädophil ist und sorgen für seine Verhaftung.
Die Frau von Chief Jerry Reilly leidet zunehmend an Alzheimer. Reillys Sohn, der als Feuerwehrmann in Boston arbeitet, nimmt einen langen Urlaub, um seinen Vater zu unterstützen. Seine Homosexualität ist dabei immer wieder ein Streitgrund zwischen ihm und seinem Vater. Irgendwann akzeptiert Jerry seinen Sohn, dieser muss aber trotzdem zurück nach Boston. Jerry stellt eine Pflegekraft für seine Frau ein. Diese ist aber überfordert und nach einem Suizid-Versuch seiner Frau entscheidet Jerry schließlich, dass seine Frau in eine Pflegeeinrichtung ziehen soll.
Lieutenant Kenneth „Lou“ Shea, ein relativ sensibler Feuerwehrmann, der seine Erfahrungen um den 11. September in Gedichten zu verarbeiten versucht, wird, als seine langjährige Ehe gescheitert ist, bald darauf von einer Trickbetrügerin, die ihm große Liebe vorgaukelt, um seine gesamten Ersparnisse gebracht.
Sheila erleidet eine Fehlgeburt; Tommys Vater Michael Gavin kehrt aus einem Urlaub mit einer reichen asiatischen Ehefrau zurück, die bald darauf stirbt, ihm allerdings nur einen kleinen Teil ihres Vermögens hinterlässt.
Laura Miles hat große Probleme in ihrer Beziehung mit ihrem Kollegen Franco und lässt sich schließlich hauptsächlich deshalb zu einer anderen Wache versetzen.
Tommy gelingt es, Janet zur Rückkehr zu bewegen. Er schafft es sogar, von seiner Alkoholsucht loszukommen. Gemeinsam ziehen sie in eine neue Wohnung und versuchen einen Neuanfang. Dieser scheitert, als ihr Sohn Connor vor der Wohnung von einem betrunkenen Autofahrer getötet wird. Janet gibt Tommy die Schuld und verlässt ihn. Tommys Onkel Teddy erklärt sich bereit für Tommy Rache zu nehmen und erschießt den Unglücksfahrer. Tommy, der ihn zuerst unterstützt hat, versucht in letzter Minute vergeblich, die Tat zu verhindern, da ihm seit einiger Zeit sogar Jesus Christus und Maria Magdalena erscheinen und auf ihn einzuwirken versuchen und ihn Jesus von seinem Racheplan abbringen wollte.

### Staffel 3
Teddy sitzt für den Totschlag an dem Unglücksfahrer im Gefängnis. Da er für seine Tat als Held gefeiert wird, erhält er viele Heiratsanträge und genießt das Leben hinter Gittern. Er heiratet im Lauf der Staffel, bereut dies aber nach einiger Zeit und versucht seine Freilassung zu bewirken.
Janet beginnt eine Affäre mit Tommys Bruder Johnny. Tommy reagiert gewalttätig: er schlägt seinen Bruder zusammen und vergewaltigt Janet. Die entsprechende Szene sorgte beim Publikum für erhebliche Kontroversen; umstritten ist zum einen, ob es sich um eine Vergewaltigung handele, zum anderen, ob die Serie solches Verhalten billige oder gar glorifiziere.
Um sich an Janet und Johnny zu rächen, beginnt Tommy eine Affäre mit Johnnys Ex-Frau Angela. Als diese aber herausfindet, dass er weiterhin mit Janet schläft, beendet sie die Affäre.
Johnny erzählt Tommy, dass er Janet geschwängert hat. Kurz darauf wird Johnny im Dienst erschossen und Janet und Tommy überlegen, das Kind gemeinsam groß zu ziehen. Da Tommy und Janet mehrfach Sex hatten, während Janet mit Johnny zusammen war, ist unklar ob Tommy oder Johnny der biologische Vater ist.
Mike beginnt eine homosexuelle Beziehung mit seinem Mitbewohner. Nach der Trennung erzählt dieser aus Rache Sean von der Beziehung. Mike wird daraufhin von der gesamten Crew gemobbt und strebt seine Verlegung auf eine andere Wache an. Tommy vereitelt die Versetzung, da er ein Auseinanderbrechen der Crew befürchtet. Mike hadert über die gesamte Staffel mit seiner sexuellen Orientierung und hat abwechselnd männliche und weibliche Partner.
Sean verliebt sich in Tommys Schwester Maggie und kurz nach Johnnys Beerdigung heiraten die beiden.
Lou stürzt aufgrund der Ereignisse in Staffel 2 völlig ab. Er lebt in einem heruntergekommenen Appartement und entwickelt ein starkes Alkoholproblem. Er denkt offen über Suizid nach. Im Lauf der Staffel bessert sich seine Verfassung und er zieht bei Tommy ein und kommt vom Alkohol weg. Er überlegt im Verlauf der Staffel seine Laufbahn bei der Feuerwehr zu beenden und nach Florida zu ziehen. Seine Pläne scheitern, als er feststellt, dass er sich auf Wasser extrem unwohl fühlt und nicht einmal einen Bootssteg entlang laufen kann.
Franco fängt eine Affäre mit einer älteren Frau an. Diese nimmt ihm seine Tochter weg, da sie glaubt, dass er schlecht für das Kind sorgt. Franco überlegt die Prüfung zum Lieutenant abzulegen.
Chief Jerry Reilly hat finanzielle Probleme, weil die Kosten für die Pflegeeinrichtung seiner Frau steigen. Er nimmt einen Nebenjob in einer Bar an und versucht finanzielle Unterstützung von seinem Schwager zu erhalten. Dies scheitert aber, weil dieser herausfindet, dass Jerry eine Affäre mit der ehemaligen Pflegekraft seiner Frau hat. Nachdem diese Jerry verlässt beginnt er eine Affäre mit einer deutlich jüngeren Pflegerin aus Pflegeeinrichtung seiner Frau. Er fragt Tommy aufgrund des Altersunterschiedes nach Viagra. Nachdem er diese genommen hat und eine Nacht mit seiner Affäre verbringt, erleidet er einen schweren Schlaganfall. Auf der Wache wird er vorübergehend ersetzt. Es ist zum Ende der Staffel nicht klar, ob er noch einmal zurückkehren kann.
Durch die Entwicklungen bei Franco, Lou und Mike befürchtet Tommy, dass die Wache völlig auseinanderfällt und überlegt auch seinerseits einen Antrag auf Pensionierung einzureichen. Sheila eröffnet ihm, dass sie aus dem Witwenfond noch ein Millionenvermögen auf der Seite hat und bietet ihm an, mit ihm ein Haus am Strand zu kaufen und dort glücklich zu werden. Die Voraussetzung dafür ist Tommys Ruhestand.
Tommy lässt sich darauf ein.
Als Lou, Franco und Mike ihm am Ende der Staffel eröffnen, dass ihre Pläne sich zerschlagen haben und sie auf der Feuerwache bleiben werden, reicht Tommy sein Pensionsgesuch dann aber doch nicht ein und erzählt dies Sheila im bereits gekauften Strandhaus.
Sheila, die Tommy bereits zuvor mit Rohynpnol und Viagra betäubt und vergewaltigt hatte, mischt ihm wieder Drogen ins Getränk und betäubt Tommy. Als sie wütend die Einrichtung demoliert, fängt das Haus Feuer.
Ob Tommy überlebt, bleibt am Ende der Staffel unklar.

### Staffel 4
Tommy und Sheila haben überlebt, weil sie aus dem Feuer gerettet wurden, sehen sich jetzt aber mit Brandstiftungs- und Versicherungsbetrugsklagen konfrontiert. Tommy wurde von einer Frau gerettet, die ihn jetzt näher kennenlernen will, er blockt ihre Annäherungsversuche jedoch immer wieder ab.
Janet hat inzwischen das Baby zur Welt gebracht und aufgrund ihrer schwarzen Haare vermuten Tommy und Janet, dass es sich um Johnnys Sohn handelt. Tommy hat deswegen eine Krise und fantasiert zwischenzeitlich sogar davon, das Kind zu töten. Sheila bittet Tommy, ihm das Kind zu geben, wenn er es nicht wolle, und bietet ihm Geld dafür. Tommy geht darauf ein und übergibt das Kind an Sheila. Daraufhin beginnt ein Kampf um das Baby. Janet schickt ihre jüngste Tochter Katy unter einem Vorwand zu Sheila, die aber das Baby zurückentführt. Tommy besticht daraufhin seine Tochter Colleen, die von zuhause weggelaufen ist und bei ihrem Freund wohnt, ihm immer das Baby zu geben, wenn sie es hat, so dass er es in dieser Zeit zu Sheila bringen kann. Er gibt Colleen eine Kreditkarte, mit der Colleens Freund einen Ehering kauft. Als Tommy das herausfindet, stellt er Colleens Freund zur Rede, der ihm gesteht, den Ring für ein anderes Mädchen gekauft zu haben. Der Freund gesteht Colleen aber nicht die Wahrheit, sondern erzählt, er habe Angst vor Tommy, weswegen Colleen Tommy noch mehr hasst.
Die Feuerwache bekommt einen neuen Anwärter (Larenz Tate) und nennt ihn Black Shawn, da es bereits einen Sean in der Wache gibt. Lou und Franco haben ihn angeworben, weil er ein guter Basketballspieler ist und sie sich so erhoffen, beim feuerwehrinternen Wettbewerb besser abzuschneiden. Als Colleen Tommy in der Wache zur Rede stellen will, lernt sie Black Shawn kennen und die beiden kommen sich sofort näher. Am Staffelende sind die beiden bei einem gemeinsamen Picknick zu sehen.
Teddy kommt durch die Unterstützung der „Mütter gegen Alkohol am Steuer“ aus dem Gefängnis frei. Im Gefängnis hat er eine Frau geheiratet, die er gleich nach seiner Entlassung verlässt.
Chief Jerry Reilly besteht den Fitnesstest zur Zulassung als Feuerwehrmann nicht und muss somit seinen aktiven Dienst beenden. Er nimmt einen Schreibtischjob in der Zentrale an und hilft von sich aus Tommy bei seinen Problemen wegen der Brandstiftung. Nach diesem Gefallen begeht Jerry in seinem Badezimmer Selbstmord.
Die Staffel endet damit, dass Tommy und seine Freunde mit Tommy und seinem Vater auf dessen Wunsch hin auf ein Minor League Baseballspiel der Newark Bears gehen. Lou erklärt Sean Garrity dabei, dass das Leben sich im Baseball perfekt widerspiegelt. Das Leben bestehe genau wie Baseball aus einer Anreihung langwieriger Abschnitte, in denen nichts passiert und bei denen man sich langweile und deswegen irgendwann mal einschlafe, und wenn dann der Schläger den Ball trifft und man aufwacht, realisiere man, dass man das Wichtigste verpasst hat, weil man eingedöst ist. In der letzten Einstellung ist zu sehen, dass Tommys Vater nicht eingedöst, sondern während des Spiels verstorben ist.

### Staffel 5
Zu Beginn der fünften Staffel lernt Tommy Janets neuen Freund Dwight (Michael J. Fox) kennen, der im Rollstuhl sitzt. Dwight erzählt ihm von seinem Alkoholproblem und dass er zusätzlich Beruhigungs- und Aufputschmittel nimmt, Janet aber nichts davon weiß. Er erzählt ihm auch, dass Tommys Tochter Katy inzwischen ein Internat besucht und er sie deswegen nicht mehr sehen kann. Tommy vertauscht daraufhin Dwights Tabletten, so dass Janet die Wahrheit über Dwight erfährt, als sie diesen zugedröhnt auf dem Sofa vorfindet. Als Tommy und Janet Katy im Internat besuchen, kommen sie sich wieder näher. Janet bietet ihm daraufhin eine sexuelle Beziehung an.
Sheilas Sohn Damien beschließt, wie sein Vater Jimmy Feuerwehrmann auf Tommys Wache zu werden. Sie bittet Mike, auf Damian aufzupassen, doch dieser nimmt Damian mit auf einen Einsatz, bei dem dieser in einem brennenden Haus eingeschlossen wird. Tommy rettet Damian und Sheila bittet ihn daraufhin, die Rolle seines Beschützers einzunehmen. Im Gegenzug bietet ihm auch Sheila eine sexuelle Beziehung an. Damian absolviert die Anwärterschule und fängt auf Tommys Wache an.
Die Feuerwache bekommt Besuch von der französischen Journalistin Geneviéve (Karina Lombard), die ein Buch über den 11. September schreiben möchte und zu diesem Zweck Interviews führen will. Franco erzählt ihr, dass er Anhänger der Verschwörungstheorien ist. Lou erzählt ihr von seinem Emotionen und hegt direkt Gefühle für sie und erzählt ihr auch von seinen Gedichten. Tommy will zuerst nicht interviewt werden, taucht aber in den Geschichten seiner Kollegen sehr häufig auf, so dass Geneviéve ihn überzeugen will. Sie nimmt ihn daraufhin mit auf eine Kunstausstellung und verführt ihn anschließend, als er sie nach Hause bringt; Tommy will es aber langsam angehen. Es entbrennt daraufhin ein Wettstreit zwischen Lou und Tommy um die Journalistin. Tommy und Lou streiten sich und Tommy sagt Lou, dass er eine Frau wie Geneviéve nicht kriegen könne. Als Lou Geneviéve das erzählt, schläft sie mit ihm. Geneviéve gibt Lou und Tommy Videobänder vom 11. September, die sie sich anschauen sollen. Tommy entdeckt Jimmy auf den Bändern und erfährt so, dass Jimmy nicht im ersten, sondern im zweiten Turm starb.
Sciletti eröffnet mit dem Geld, das er von seiner Mutter geerbt hat, eine Bar, die er zusammen mit seinen Kollegen führen will.
Sean Garrity erfährt, dass er einen Tumor in seiner Niere hat. Im Krankenhaus trifft er den ebenfalls an Krebs erkrankten Feuerwehrkollegen Ted. Dieser erzählt ihm, dass er seine Krebsbehandlung verschweigen und seine Behandlung selbst finanzieren muss, wenn er seinen Job behalten möchte. Da die Behandlung $12.000 kostet, stiehlt Garrity die Einnahmen aus der Bar. Er übersteht die Operation und kann seinen Dienst langsam wieder aufnehmen.
Candy, die Prostituierte, die Lou in der zweiten Staffel betrogen hat, taucht wieder in der Feuerwache auf und bittet Lou um Verzeihung. Lou verzeiht ihr und zieht mit ihr zusammen. Er heiratet sie, findet aber heraus, dass sie einen falschen Namen hat und per Haftbefehl wegen Betruges gesucht wird. Er verprasst das Geld auf ihrem gemeinsamen Konto und stellt sie zur Rede.
Franco kriegt wegen seiner Verschwörungstheorien Probleme mit seinen Kollegen, allen voran Mike. Auf einer Kundgebung wird er zusammen mit Verschwörungstheoretikern fotografiert. Als das Foto im Internet auftaucht, kommen auch Feuerwehrmänner von anderen Wachen und stellen Franco zur Rede.
Colleen ist inzwischen mit Black Shawn zusammen. Dieser gesteht Tommy die Beziehung nach mehreren Anläufen. Tommy und Janet spielen vor, mit der Beziehung einverstanden zu sein, sind aber gegen die Beziehung, da Colleen und Shawn beschlossen haben, bis zur Ehe keinen Sex zu haben und Tommy und Janet gegen eine frühe Hochzeit ihrer Tochter sind. Sie versuchen deswegen Colleen und Shawn zu vorehelichem Sex zu überreden und erhoffen sich, dass die Beziehung deswegen kompliziert wird. Der Plan funktioniert zuerst, da Shawn schockiert über die sexuelle Erfahrung ist, die Colleen hat. Die beiden raufen sich aber wieder zusammen und Tommy akzeptiert Shawn als seinen Schwiegersohn.
Während eines Feuers taucht eine Frau namens Kelly (Maura Tierney) auf, die in ein brennendes Gebäude rennt, um einen Metallkoffer zu retten. Sie flirtet zuerst mit Mike und Damian. Um zu verhindern, dass Damian eine Beziehung mit ihr anfängt, bietet Tommy sich ihr an. Er will herausfinden, was in dem Koffer ist, und trifft sich mit Kelly. Er erzählt vom Tod seines Sohnes und fängt eine lose Beziehung mit ihr an. In einem Streit zwingt er sie, ihm den Inhalt des Koffers zu zeigen, und erfährt so, dass Kelly ebenfalls ein Kind – ihre vier Monate alte Tochter – verloren hat. Als Tommy dies Lou erzählt, hört Damian heimlich mit und erzählt Sheila davon. Als diese Kelly konfrontiert, will die nichts mehr mit Tommy zu tun haben, weil er ihr Geheimnis weitererzählt hat.
Tommy wird bei den Anonymen Alkoholikern Sponsor von Derek, der ihn daraufhin ständig anruft. Er fängt aber während der Staffel wieder an zu trinken und überredet beim familieninternen AA-Treffen die anderen, auch wieder zu trinken. In der Bar von Mike betrinken sie sich regelmäßig. Eines Abends fährt Ellie (Patti D’Arbanville) betrunken nach Hause, um ihren Hund abzuholen, und verunglückt bei einem Unfall. Onkel Teddy gibt Tommy die Schuld daran und konfrontiert ihn vor allem in der Bar. Er schießt Tommy zweimal in die Schulter und lässt ihn am Boden liegen, damit er verblutet, während ihm seine Freunde dabei zusehen müssen. Er droht jeden anderen zu erschießen, der die Bar verlassen will.

### Staffel 6
Tommy überlebt die Schussverletzungen, wobei er eine Nahtoderfahrung hat. Der ehemalige Partner seines Bruders Johnny sorgt dafür, dass niemand für die Ereignisse in der Bar belangt wird, allerdings wird nun ein Auge auf die Feuerwache geworfen, sodass ihnen die Schließung droht. Außerdem mussten sie die Bar an Tommys Cousin Eddie abtreten, der niemanden mehr umsonst trinken lässt. Teddy droht Tommy damit, wieder auf ihn zu schießen, sollte er seine zweite Chance nicht nutzen. Im Verlauf der Staffel schenken Teddy und Mickey ihm aber eine Flasche sehr teuren irischen Whiskeys und sagen ihm, sie hätten ihn aufgegeben.
Janet wohnt nun bei Tommy um die Kinder vor ihm zu beschützen. Ihre gemeinsame 21-jährige Tochter Colleen wird zur Alkoholikerin. Franco hat in der Zeit, in der Tommy im Krankenhaus lag, viel in dessen Haushalt ausgeholfen. Er und Janet kommen sich dabei näher. Als Tommy das bemerkt betrinkt er sich heftig. Colleen ruft ihn an und geht mit ihm mit, die beiden trinken dabei die Flasche, die Tommy geschenkt bekam. Diese war aber mit Rohypnol gestreckt. Am nächsten Morgen ist Colleen verschwunden und Tommy erinnert sich an nichts mehr.
Beim Versuch Colleen wieder zu finden und sich zu erinnern, erfährt er, dass die Flasche vergiftet war. Er erinnert sich außerdem, dass Mickey bei Sheila zuhause war. Zusammen mit seiner Crew findet er Colleen am Strand und rettet sie. Danach hört er mit dem Trinken auf.
Janet und er wollen die Beziehung nochmal starten und Tommy verspricht seine Affäre mit Sheila ein für allemal zu beenden.
Als die Wache dann tatsächlich geschlossen wird, protestieren Anwohner zusammen mit der Crew gegen die Schließung. Als ein Notruf für ein Schulgebäude gehörloser Kinder eingeht, erkennt die Crew ihre Chance. Needles filmt die Rettung der Kinder durch seine Crew und das viel zu späte Eintreffen der Feuerwehr.
Lou erleidet mehrere Herzinfarkte, hört aber nicht auf seinen Arzt und geht weiter zur Arbeit.
Mickey, der mit Sheila zusammen ist, wirkt auf Damien ein, die Wache zu verlassen und sich einen anderen Job zu suchen. Damien hadert mit der Entscheidung und reicht sogar ein Gesuch auf Entlassung bei Chief Feinberg ein. Kurz vor dem Staffelfinale entscheidet er sich aber, doch in dem Job bleiben. Bei seinem nächsten Einsatz, bei einem Lagerhausbrand, stürzt die Decke über ihm ein und eine Tischkreissäge stürzt auf ihn herab.
Im Staffelfinale ist zu sehen, dass Damien den Unfall überlebt hat, aber mit einem schweren Hirntrauma im Rollstuhl sitzt. Mickey hat Sheila verlassen und Tommy kümmert sich um Damien. Als dieser Mickey konfrontiert, erzählt dieser davon, dass Sheila Damiens endgültigen Zustand nicht akzeptieren kann und ihr gesamtes Geld für Scharlatane ausgibt, die eine Heilung versprechen.
Janet übt Druck auf Tommy aus, dass dieser sich um seine eigene Familie kümmern muss.

## Besetzung und Synchronisation
Die deutsche Synchronisation entstand durch die Synchronfirma Scalamedia GmbH in München. Dialogregie führten Christian Weygand und Detlef Klein, nach Dialogbüchern von Katharina Blum, Solveigh Duda, Heiko Feld und Stefan Sidak.

### Hauptbesetzung
| Rollenname                       | Schauspieler     | Synchronsprecher  | Hauptrolle    | Nebenrolle           | Zusatzinformation                                                                                    |
| -------------------------------- | ---------------- | ----------------- | ------------- | -------------------- | --- |
| Thomas Michael „Tommy“ Gavin     | Denis Leary      | Ekkehardt Belle   | 1.–7. Staffel |                      | FDNY Firefighter, 1st Grade, Ladder Company 62                                                       |
| Mike Silletti                    | Michael Lombardi | Stefan Günther    | 1.–7. Staffel |                      | FDNY Probationary Firefighter (später Firefighter, 1st Grade) Ladder Company 62                      |
| James Xavier „Jimmy“ Keefe       | James McCaffrey  | Crock Krumbiegel  | 1.–3. Staffel | 4.–7. Staffel        | FDNY Firefighter/EMT, 1st Grade, Ladder Company 62, Tommy Gavins Cousin, starb am 11. September 2001 |
| Chief Jerry Reilly               | Jack McGee       | Ulrich Frank      | 1.–4. Staffel |                      | FDNY Chief des 15. Battalions, stirbt in der 4. Staffel                                              |
| Sean Leslie Garrity              | Steven Pasquale  | Benedikt Gutjan   | 1.–7. Staffel |                      | FDNY Firefighter/EMT, 1st Grade, Ladder Company 62                                                   |
| Janet Gavin                      | Andrea Roth      | Claudia Lössl     | 1.–7. Staffel |                      | Frau von Tommy Gavin                                                                                 |
| Kenneth „Lou“ Shea               | John Scurti      | Tobias Lelle      | 1.–7. Staffel |                      | FDNY Lieutenant, Ladder Company 62, stirbt Ende der 7. Staffel                                       |
| Franco Rivera                    | Daniel Sunjata   | Christian Weygand | 1.–7. Staffel |                      | FDNY Firefighter (später Lieutenant), 1st Grade, Ladder Company 62                                   |
| Laura Miles                      | Diane Farr       | Natascha Geisler  | 2. Staffel    | 1. Staffel           | FDNY Firefighter, 1st Grade, Ladder Company 62                                                       |
| Sheila Keefe                     | Callie Thorne    | Carin C. Tietze   | 1.–7. Staffel |                      | Witwe von Jimmy Keefe, Freundin von Tommy Gavin                                                      |
| Johnny Gavin                     | Dean Winters     | Martin Halm       | 3. Staffel    | 1.–2., 4.–7. Staffel | NYPD Detective, Bruder von Tommy Gavin, stirbt Ende der 3. Staffel                                   |
| William „Needles“ Nelson         | Adam Ferrara     | Manfred Trilling  | 4.–7. Staffel | 3. Staffel           | FDNY Chief des 30. Battalions                                                                        |
| Bart „Black Sean“ Johnston       | Larenz Tate      | Manuel Straube    | 6.–7. Staffel | 4.–5. Staffel        | FDNY Probationary Firefighter (später Firefighter, 1st Grade) Ladder Company 62                      |
| Peggy Sue „Maggie“ Gavin Garrity | Tatum O’Neal     | Madeleine Stolze  | 4. Staffel    | 2.–4, 5–7. Staffel   | Schwester von Tommy Gavin, Ex-Frau von Sean Garrity                                                  |

### Wiederkehrende Nebenbesetzung
| Rollenname                           | Schauspieler       | Synchronsprecher         | Auftritt      | Zusatzinformation                                                                                    |
| ------------------------------------ | ------------------ | ------------------------ | ------------- | --- |
| Katy Marie Gavin                     | Olivia Crocicchia  | Lara Wurmer              | 1.–7. Staffel | Jüngste Tochter von Janet und Tommy Gavin                                                            |
| Sidney Feinberg                      | Jerry Adler        | Reinhard Brock           | 4.–7. Staffel | FDNY Chief des 75. Battalion, später Deputy Division Chief                                           |
| Michael Gavin                        | Charles Durning    | Norbert Gastell          | 1.–4. Staffel | Tommy Gavins Vater, Feuerwehrmann in Pension, Veteran des 2. Weltkrieges, stirbt Ende der 4. Staffel |
| Niels Jorgensen                      | Niels Jorgensen    |                          | 1.–7. Staffel | FDNY Firefighter, 1st Grade Ladder Company 62                                                        |
| Connor Gavin                         | Trevor Heins       | Moritz Günther           | 1.–2. Staffel | Sohn von Janet und Tommy Gavin, stirbt Ende der 2. Staffel                                           |
| Barbara „Danielle“/ „Candy“ Callahan | Milena Govich      | Stephanie Kellner        | 2.+5. Staffel | Ex-Frau von Kenneth Shea, Trick-Betrügerin, ehemalige Prostituierte und Pornostar                    |
| Eddie Gavin                          | Terry Serpico      | Martin Umbach            | 1.–7. Staffel | Tommy Gavins Cousin, Anwalt bei der Staatsanwaltschaft                                               |
| Ron Perolli                          | Michael Mulheren   | Hans-Rainer Müller       | 1.–4. Staffel | FDNY Chief des 15. Battalion, Battalionskommandant                                                   |
| Ellie Gavin                          | Patti D’Arbanville |                          | 3.–5. Staffel | Frau von Teddy Gavin, stirbt Ende der 5. Staffel                                                     |
| Kelly McPhee                         | Maura Tierney      | Katharina Müller-Elmau   | 5.–7. Staffel | Freundin von Tommy Gavin                                                                             |
| Billy Warren                         | Ed Sullivan        |                          | 1. Staffel    | FDNY Firefighter, 1st Grade Ladder Company 62, stirbt in der 1. Staffel                              |
| Colleen Gavin Johnston               | Natalie Distler    | Jana Kilka               | 1.–7. Staffel | Älteste Tochter von Janet und Tommy Gavin, Frau von Bart „Black Sean“ Johnston                       |
| Mickey „Mick“ Gavin                  | Robert John Burke  | Walter von Hauff         | 1.–7. Staffel | Ehemaliger katholischer Priester, Cousin von Tommy Gavin                                             |
| Theodore „Teddy“ Gavin               | Lenny Clarke       | Hartmut Neugebauer       | 1.–7. Staffel | Tommy Gavins Onkel, Feuerwehrmann in Pension, Veteran des Vietnamkrieges                             |
| Damien Keefe                         | Michael Zegen      | Daniel Schlauch          | 1.–7. Staffel | Patensohn von Tommy Gavin, FDNY Probationary Firefighter, Ladder Company 62                          |
| Derek                                | Anthony Perullo    | Oliver Mink              | 5. Staffel    | Schützling von Tommy Gavin bei den Anonymen Alkoholikern                                             |
| Alicia Green                         | Susan Sarandon     | Kerstin Sanders-Dornseif | 3.–4. Staffel | Pflegemutter von Franco Riveras Tochter                                                              |
| Angie Gavin                          | Marisa Tomei       | Alexandra Ludwig         | 3. Staffel    | Ex-Frau von Johnny Gavin                                                                             |

## Ausstrahlung
| Staffel   | Episoden | Ausstrahlung (FX Network)       | Ausstrahlung (SF zwei)      | Ausstrahlung (ORF eins)            | Ausstrahlung (TNT Serie)                 | Ausstrahlung (sixx)                    |
| Staffel 1 | 13       | 21. Juli bis 13. Oktober 2004   | 5. Juni bis 22. August 2006 | 2. Januar bis 10. April 2008       | 18. April bis 20. Juni 2009              | 9. Mai bis 1. August 2010              |
| Staffel 2 | 13       | 21. Juni bis 13. September 2005 |                             | 16. April 2008 bis 3. Februar 2009 | 8. August bis 19. September 2009         | 8. August bis 5. November 2010         |
| Staffel 3 | 13       | 30. Mai bis 29. August 2006     |                             | 10. Februar bis 5. Mai 2009        | 6. Februar bis 20. März 2010             | 12. November 2010 bis 19. Februar 2011 |
| Staffel 4 | 13       | 13. Juni bis 12. September 2007 |                             | 12. Mai bis 4. August 2009         | 1. September bis 24. November 2010       | 25. Februar bis 25. Mai 2011           |
| Staffel 5 | 22       | 7. April bis 1. September 2009  |                             |                                    | 9. April bis 3. September 2011           |                                        |
| Staffel 6 | 10       | 29. Juni bis 31. August 2010    |                             |                                    | 10. September bis zum 26. November 2011  |                                        |
| Staffel 7 | 9        | 13. Juli bis 7. September 2011  |                             |                                    | 3. Dezember 2011 bis zum 28. Januar 2012 |                                        |

Die deutschsprachige Erstausstrahlung erfolgte am 5. Juni 2006 auf SF zwei. Der ORF begann ab 2. Januar 2008 mit der wöchentlichen Ausstrahlung der ersten Staffel. Ab 9. April 2008 erfolgte auf ORF 1 die deutschsprachige Erstausstrahlung der zweiten Staffel. Von Dezember 2008 bis Mai 2009 wurde die Serie mit der Ausstrahlung der zweiten und dritten Staffel auf ORF 1 fortgesetzt. Die deutschsprachige Erstausstrahlung der vierten Staffel begann auf ORF 1 am 12. Mai 2009.
In Deutschland läuft die Serie auf dem Free-TV-Sender Sixx und auf dem Pay-TV-Sender TNT Serie, wo die sechste Staffel am 10. September 2011 gestartet ist. Direkt im Anschluss daran soll ab dem 3. Dezember 2011 die siebte Staffel dort gezeigt werden.
In den USA zeigte der Sender FX die siebte und letzte Staffel vom 13. Juli bis zum 7. September 2011.

## Trivia
Jack MacGee, welcher bis zu seiner späteren Ablösung das Oberhaupt der Wache Jerry Reilly spielt, arbeitete auch im wahren Leben hauptberuflich bei der Feuerwehr, entschied sich aber später zur Schauspielerei zu wechseln.
Ebenso fließen teils autobiographische Züge in die Serie ein, da Denis Leary (der Hauptcharakter der Serie; Tommy Gavin) nach eigener Aussage auch im wahren Leben Angehörige bei den Anschlägen des 11. Septembers in Manhattan verloren hat.

## Auszeichnungen
- 2005 − Satellite Awards – Bestes Ensemble im Fernsehen
- 2005 − Visionary Award (der Producers Guild of America) – Jim Serpico
- 2007 − Gracie Allen Award - Outstanding Supporting Actress in a Drama Series – Marisa Tomei